# Suffolk Punch
Das Suffolk Punch ist neben dem Shire und dem Clydesdale das dritte bedeutende Kaltblutpferd Großbritanniens, das nicht nur in seiner Heimat, sondern auch in Übersee sehr geschätzt war und zum Teil noch ist. Schriftlich erwähnt wurde es schon Anfang des 16. Jahrhunderts. Es gilt als gutmütig und leicht zu führen.
Hintergrundinformationen zur Pferdebewertung und -zucht finden sich unter: Exterieur, Interieur und Pferdezucht.

## Exterieur

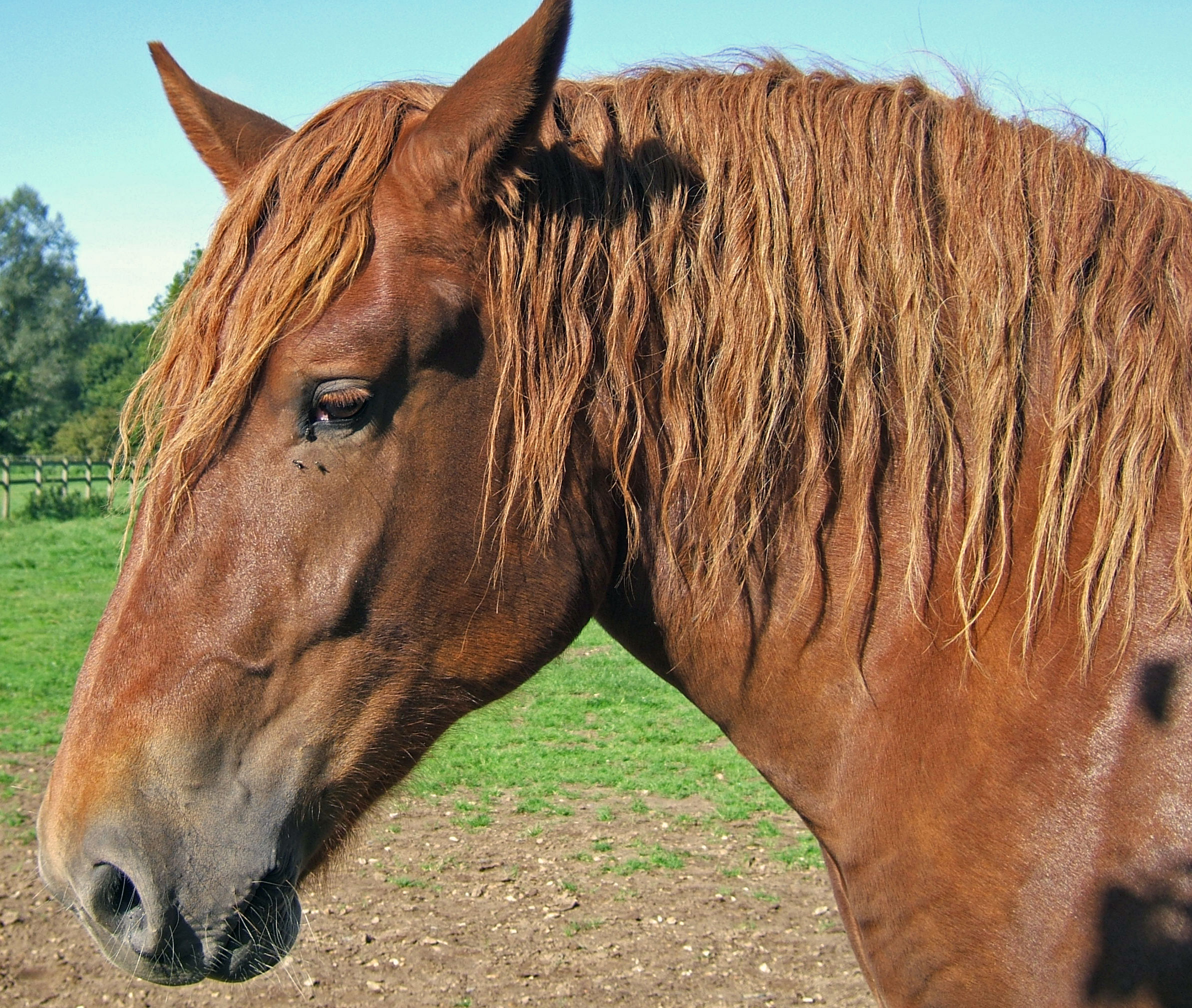
Kopfstudie

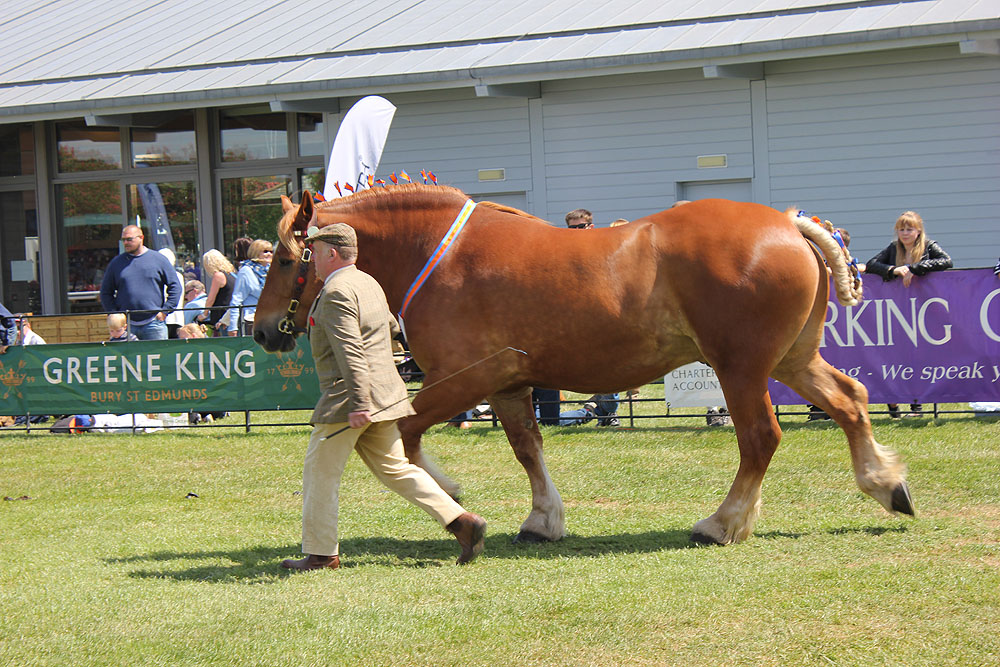
Bewegungsstudie

Das Suffolk Punch besitzt einen kräftigen Nackenbogen, eine starke Schulterpartie, einen kurzen kräftigen Rücken, weite Hüftknochen, sowie einen hohen Schwanzansatz. Die Beine erscheinen kurz. Es erreicht ein Stockmaß von durchschnittlich 170 cm. Exemplare bis 175 cm kommen gelegentlich vor. Die Fellfarbe ist stets braun und variiert von leichtem Goldbraun bis Dunkelbraun. Es kommen zwar weiße Einsprengsel und Markierungen vor, doch weit seltener als in anderen vergleichbaren Rassen.
Den Typ des Suffolk Punch Pferdes gab es bereits im 16. Jahrhundert. Die moderne Linie geht auf die zweite Hälfte des 18. Jahrhunderts zurück, als die Rasse die Gestalt annahm, wie wir sie heute kennen.
Es hat einen schönen, großen, oft leicht ramsnasigen Kopf mit wachen Augen, breiter Stirn und feinen Ohren. Der Hals ist kraftvoll und massig, geht in einen nur wenig ausgeprägten Widerrist über. Der Rumpf ist tonnenförmig mit einem langen Rücken und einer muskulösen Kruppe. Die robusten Beine sind kurz und stämmig, die Hinterhand besitzt gewaltige Kraft.

## Interieur

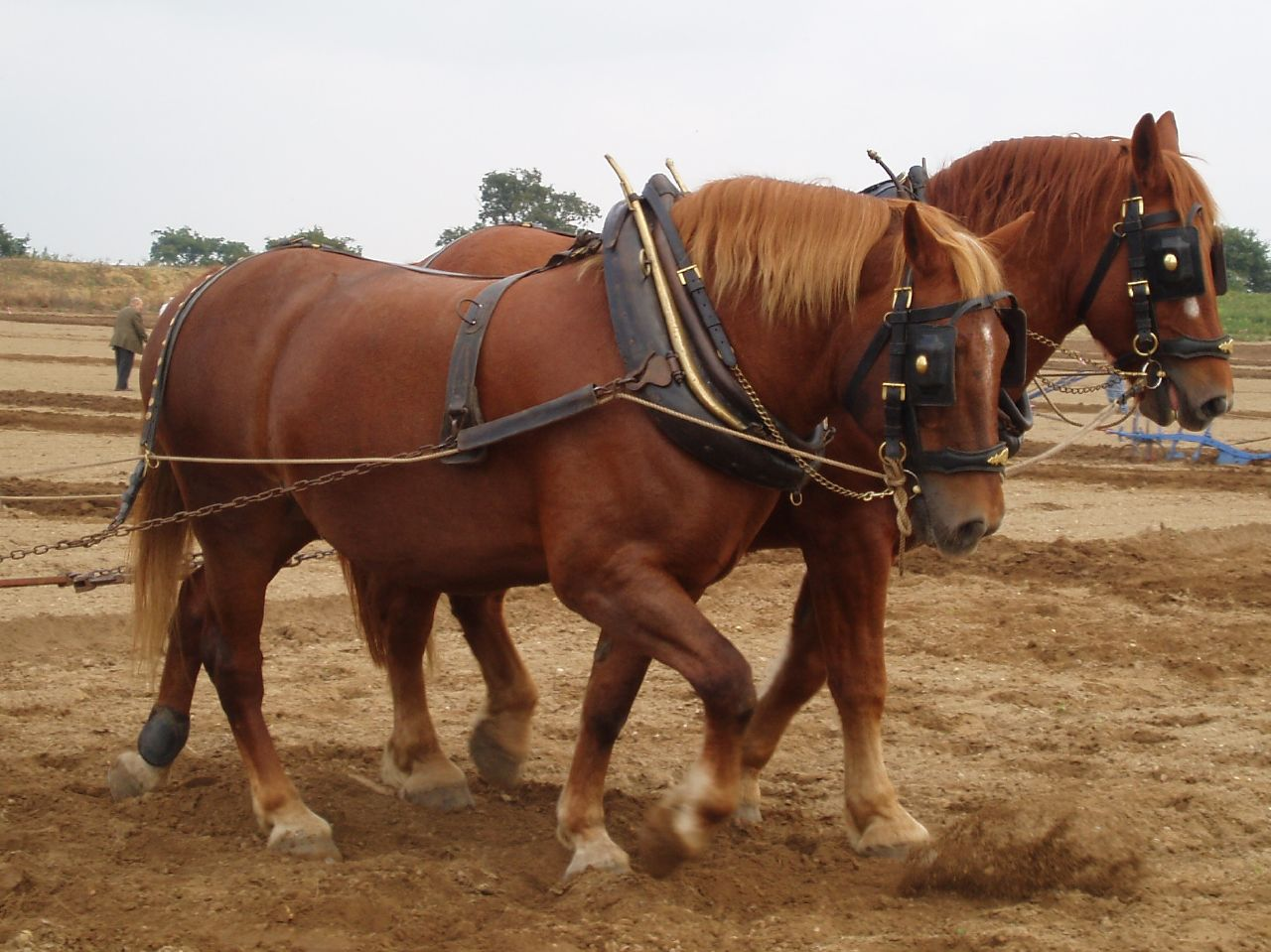
Suffolk Punches vor dem Pflug

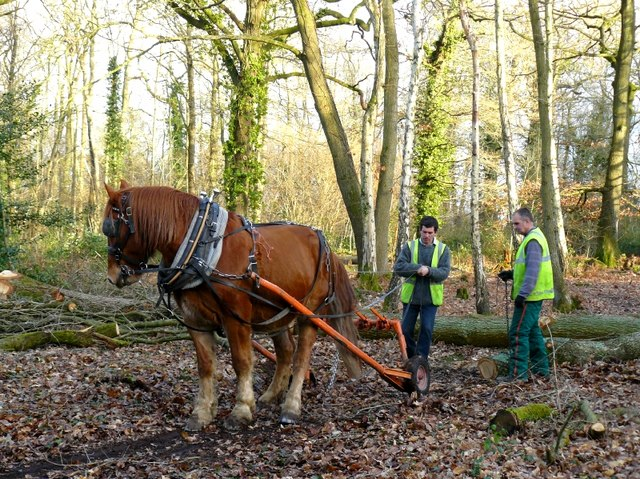
In der Forstwirtschaft eingesetztes Suffolk Punch

Der Suffolk Punch ist ein starkes, leistungsfähiges Pferd, das über außerordentliche Zugkräfte verfügt und darüber hinaus extrem langlebig ist.

## Zuchtgeschichte
Gezüchtet wurde es vor allem im Osten Englands in Norfolk und Suffolk zur Arbeit in der Landwirtschaft. Die als Kaltblüter geltenden Suffolk-Punch-Pferde wurden im Laufe des 18. Jahrhunderts immer wieder mit Norfolk Trabern, Cobs und Englischen Vollblütern veredelt. So entstand ein starkes, leistungsfähiges Pferd, das über außerordentliche Zugkräfte verfügt und darüber hinaus extrem langlebig ist. Alle heute noch lebenden Suffolk Punchs gehen auf den Hengst Crips's Horse zurück, der 1768 geboren wurde. 1877 wurde die sog. Suffolk Horse Society gegründet.

## Trivia
- Der englische Fußballclub Ipswich Town F.C. trägt das Suffolk Punch in seinem Emblem.
- Die leichte Manövrierbarkeit und Robustheit dieser Rasse ließ einen britischen Rasenmäherhersteller einem seiner Produkte diesen Namen als Markenzeichen geben.